# Vieni con me (Paps'n'Skar)
Vieni con me è un singolo del gruppo musicale italiano Paps'n'Skar, pubblicato nell'estate del 2005 e come il precedente singolo Mirage (Stasera la luna) è diventato uno dei tormentoni estivi del 2005.

## Il brano
Come il precedente singolo venne utilizzato come base musicale per gli spot della TIM.

## Classifiche
| Classifica (2005) | Posizione raggiunta |
| ----------------- | ------------------- |
| Italia            | 2                   |